# PENGIN
PENGIN（ペンギン）は、沖縄県出身の日本の男性スリーピース音楽ユニット。

## メンバー
メンバーはいずれも沖縄県うるま市出身で、XICOと346は高校時代の同級生の間柄。
- XICO（キシコ、1983年9月23日 - ）
  - ボーカル担当。血液型AB型。
- 346（サンシロウ、1983年12月9日 - ）
  - ボーカル担当。血液型A型。
- DJカットー（1983年8月25日 - ）
  - DJ担当。血液型A型。

## 略歴
2000年、XICOと346の2人で結成。沖縄市のライブハウスを中心に音楽活動を展開する。
2002年3月、HYが宜野湾海浜公園で行った野外ライブに参加し、オープニングアクトを務める。これがきっかけとなり、DJカットーが加入。
2003年3月6日、インディーズでシングル「トベナイトリ/たちこぎ」を発売。約2ヶ月で3,000枚の売上を記録する。
2006年12月、沖縄から上京。新百合ヶ丘駅前での路上ライブを開始。
2007年4月11日、ミニ・アルバム『PENGIN WALK』を発表。
2008年、Epic Records Japanと契約。11月12日、シングル「オレポーズ 〜俺なりのラブソング〜」でメジャー・デビュー。
2010年1月20日に発売されたコンピレーション・アルバム『すごくおいしいうた』に収録されている13曲目「明日の空」の作詞を担当し、おいしいうたファミリーとしても歌唱に参加。
2011年11月2日に発売されたシングル「未来の花束」にぷいぷい軽音部の一員として歌唱メンバーに参加した。

## ディスコグラフィー

### シングル
どのCDの印刷面にもA面の曲の歌詞が記されている。

### インディーズ

#### シングル
| 枚  | 発売日       | タイトル              |
| --- | ------------ | --------------------- |
| 1st | 2003年3月6日 | トベナイトリ/たちこぎ |

#### ミニ・アルバム
| 枚  | 発売日        | タイトル    | 規格品番 |
| --- | ------------- | ----------- | -------- |
| 1st | 2007年4月11日 | PENGIN WALK | BJRC-5   |

## ミュージック・ビデオ
| 監督            | 曲名                                 |
| AT              | 「世界に一人のシンデレラ feat.U」    |
| 柿本ケンサク    | 「朝ANSWER」                         |
| 川田"mabow"将人 | 「春春春」                           |
| 西川修二        | 「百合の花咲く丘で」                 |
| 松井信行        | 「世界に一人のシンデレラ」           |
| 山本正樹        | 「オレポーズ〜俺なりのラブソング〜」 |

## タイアップ
| 曲名                              | タイアップ |
| --------------------------------- | --- |
| オレポーズ 〜俺なりのラブソング〜 | 日本テレビ系「歌スタ!!」11月の”お題歌” |
| 春春春                            | 日本テレビ系「音楽戦士 MUSIC FIGHTER」2月POWER PLAY                                                                                              |
| 朝ANSWER                          | テレビ東京系アニメ『銀魂』エンディングテーマ |
| 百合の花咲く丘で                  | テレビ朝日系「FutureTracks→R」12月度 マンスリー・パワープッシュ 日本テレビ系「ハッピーMusic」POWER PLAY 日本テレビ系「音龍門」Baby Dragon’s Gate |
| 世界に一人のシンデレラ feat.U     | 日本テレビ系「ハッピーMusic」POWER PLAY |

## 出演

### ラジオ番組
- PENGIN のサタデーナイト（FM沖縄、2002年7月 - 2003年）

## 出演イベント
- 2010年
  - 4月03日 - 阪急西宮ガーデンズSPRING FAIR EVENT MBSラジオ『MBSうたぐみ Smile×Songs』〜SPRING LIVE〜
  - 4月10日 - CBC創立60周年記念〜森と音楽をいつまでも〜 CBCラジオ GREEN LIVE
  - 4月25日 - はな・はる・フェスタ2010 FM徳島スペシャルLIVE
  - 5月05日 - はいさいFESTA 2010
  - 5月16日 - 第40回神戸まつり
  - 5月25日 - dot park live -make.believeive-
  - 5月30日 - 第29回横浜開港祭ライブ
  - 6月03日 - ちゅら海チャリティーライブ
  - 6月17日 - NICE&PEACE
  - 6月26日 - みんな海にあつまれ2010 VOL.1
  - 7月18日 - OKINAWAN STREET SUMMIT 2010
  - 7月31日 - MUSIC LIFE 10
  - 8月01日 - BEPPU SATOHAMA BEACH FESTA
  - 8月09日 - 兵庫県佐用町復興イベント 『しあわせ運べるように』
  - 8月25日 - TREASURE05X with ZIP-FM
  - 8月26日 - 魁!音楽番付ライブ
  - 9月04日 - FM FUKUI BEAT PHOENIX 2010
  - 9月05日 - Sunset Live 2010 18th
  - 9月11日 - TSS開局35周年記念 SOUND MARINA 2010 -Arena Special-
  - 9月12日 - MAGIC CHAMBER
  - 10月02日 - ラゾーナ川崎プラザ 4th Anniversary fes
  - 10月11日 - 第46回 鳥取大学風紋祭
  - 12月01日 - ニコニコ生放送「ミュージックボンバー」
- 2011年
  - 1月12日 - Z3 DRIVE MUSIC PARTY!!!
  - 2月19日 - NORTH WAVE PRESENTS NORTH FESTIVAL SAPPORO 2011 WINTER
  - 6月18日・25日・07月02日 - C&K 日本全国CK弾数興行〜地元です。地元じゃなくても、地元ですツアー2011〜
  - 7月03日・10日 - “ハジ→めまして”ツア→2011
  - 10月30日 - 京都外国語大学学園祭